# Tethionea waigeonea
Tethionea waigeonea är en skalbaggsart som beskrevs av J. Linsley Gressitt 1955. Tethionea waigeonea ingår i släktet Tethionea och familjen långhorningar. Inga underarter finns listade i Catalogue of Life.